# Zákon o místních poplatcích
Zákon o místních poplatcích (též zákon č. 565/1990 Sb.) je zákon, který umožňuje obcím vybírat poplatky za činnost osob na jejich územích. Jedná se například o ubytovací poplatky za lůžka, všude tam, kde jsou nabízena za úplatu; nebo poplatky za svoz komunálního odpadu. Tyto poplatky jdou do přímo do pokladny obce. Ze zákona také vyplývá povinnost vést evidenci o ubytovaných osobách. Zákon byl zatím 20krát novelizován. Dříve se zvažovalo, že tento zákon bude nahrazen zákonem o obecních daních, ale doposavad k tomu nedošlo.